# Sovereign Syre
Sovereign Syre (Nueva Orleans, Luisiana; 4 de julio de 1986) es una actriz pornográfica, modelo erótica, comediante y escritora estadounidense.

## Biografía
Sovereign Syre, nombre artístico, nació en la ciudad de Nueva Orleans, en el estado de Luisiana en la festividad del 4 de julio, en una familia con ascendencia francesa y nativoamericana. Creció en California, donde acudió a una escuela secundaria de artes escénicas y practicó danza, teatro y escritura. Fue en esta etapa donde desarrolló su pasión por la escritura, y entró a la Universidad a los 16 años con una beca preparatoria. Durante su etapa universitaria, Syre trabajó como camarera, profesora particular o de ballet.
Como su gran pasión era escribir, para poder seguir costeándose los estudios de la Universidad, Syre ha relatado en varias entrevistas que el cambio le surgió durante un viaje a Seattle, ciudad en la que varias personas le sugirieron que buscara trabajo como modelo para el portar godsgirls.com, para el que realizó sus primeros trabajos como modelo erótica y que le abrieron las puertas a otras sesiones de modelaje, entre ellas con el fotógrafo Joshua Darling, con quien inició una relación sentimental y por el que se trasladó a Nueva York, donde desarrolló su carrera como modelo profesionalmente.
En un viaje a Los Ángeles en 2011 conoció a la fotógrafa erótica Holly Randall, quien le presentó a algunas personalidades de la industria pornográfica, entre ellas la directora Nica Noelle, con quien debutaría, ese año, como actriz, a los 25 años de edad. Su primera escena fue en la película My Sister Celine, cinta de temática lésbica rodada junto a Dylan Ryan para Sweetheart Video, que le llevó a estar nominada en el 2013 en los Premios XBIZ en la categoría de Mejor actriz en película lésbica.
Con Nica Noelle iniciaría una relación sentimental que además de llevarle a protagonizar varias de sus películas, hizo que probara suerte tras las cámaras. En 2013, para Filfy Films, dirigió, y protagonizó, Girls In Heat y Lesbian Surrender.
Si bien durante los primeros meses de su carrera como actriz pornográfica, Syre realizó en exclusiva escenas de sexo lésbico, no fue hasta 2014 cuando rodó su primera escena de sexo con un chico, en la cinta Hollywood Babylon con James Deen y bajo las órdenes de la actriz y directora Dana Vespoli. Nuevamente, su actuación volvió a estar considerada en los Premios XBIZ en 2015, en los que recibió dos nominaciones: a Mejor actriz en película de sexo en pareja y a Mejor escena de sexo en película de parejas o temática, esta junto a Valentina Nappi y Ramón Nomar.
Como actriz, ha trabajado para estudios como XEmpire, Zero Tolerance, Filly Films, Evil Angel, Girlfriends Films, Reality Kings, Pure Play Media, Naughty America, Kink.com, Digital Playground, New Sensations, Pure Taboo, Brazzers o Sweetheart Video, entre otros.
En 2018 comenzó a compaginar su carrera como actriz pornográfica con la de escritora y comediante. Ha participado en más de 430 películas.
Alguno de sus trabajos fueron Art of Tribbing, Bailey Blue Wide Open, Buttface 3, Evil Group Sex, Girl Crush 3, In-Room Rubdown, Kittens and Cougars 11, Lesbian One Night Stand, Remy Loves Girls, Tombois 2 o TS Girls In Charge.
Mientras estaba en activo durante su carrera pornográfica, Syre no dejó de lado su pasión por la escritura, desarrollando una faceta como escritora y humorista, utilizando para ello la red de Twitter y su blog personal, así como un podcast en el que sube diversos contenidos humorísticos y biográficos. En los espacios que su agenda le dejaba entre rodajes, Syre acudía al The Steve Allen Theater de Los Ángeles para realizar sus shows y monólogos. Ahora, retirada, dedica su tiempo a continuar con su carrera como escritora y a realizar giras por los Estados Unidos.

## Premios y nominaciones
| Año  | Ceremonia    | Resultado | Premio                                                 | Trabajo                 |
| ---- | ------------ | --------- | ------------------------------------------------------ | ----------------------- |
| 2013 | Premios XBIZ | Nominada  | Mejor actriz en película lésbica                       | My Sister Celine        |
| 2014 | Premios AVN  | Nominada  | Artista lésbica del año                                | —                       |
| 2014 | Premios XBIZ | Nominada  | Mejor actriz en película lésbica                       | Lesbian One Night Stand |
| 2015 | Premios AVN  | Nominada  | Mejor escena de sexo lésbico                           | Tombois 2               |
| 2015 | Premios AVN  | Nominada  | Premio fan: Mejores pechos                             | —                       |
| 2015 | Premios XBIZ | Nominada  | Artista lésbica del año                                | —                       |
| 2015 | Premios XBIZ | Nominada  | Mejor actriz en película de sexo en pareja             | Hollywood Babylon       |
| 2015 | Premios XBIZ | Nominada  | Mejor escena de sexo en película de parejas o temática | Hollywood Babylon       |
| 2016 | Premios AVN  | Nominada  | Premio fan: Culo más épico                             | —                       |
| 2020 | Premios XBIZ | Nominada  | Mejor actriz de reparto                                | Sex & Lies              |